# 阿左美広治
阿左美 広治（阿左美 廣治、あさみ ひろじ、1888年（明治21年）2月7日 - 1969年（昭和44年）4月29日）は、明治後期から昭和期の実業家、政治家。衆議院議員（3期）。

## 経歴
埼玉県秩父郡横瀬村（現:横瀬町）で生まれる。1903年（明治36年）織物製造業を始めた。
半世紀にわたり秩父織物製造業の発展維持に尽力し、秩父織物工業組合理事、秩父織物統制組合理事長、秩父織物商工業協同組合理事長、秩父織物出荷組合理事長、日本絹人絹織物同業会理事、絹人絹織物検査協会監事、中小企業連盟常任理事、埼玉県事業協同組合連盟会長、秩父蚕糸社長、秩父商工会議所会頭、秩父観光協会長などを務めた。
政界では、横瀬村会議員を務めた。1949年（昭和24年）1月、第24回衆議院議員総選挙で埼玉県第3区から立候補して当選。第25回、第27回総選挙でも当選し、衆議院議員を通算3期務めた。この間、衆議院図書館運営委員長、民主自由党埼玉県支部幹事長などを務めた。1903年より家業の織物製造業に携わり1917年（大正6年）秩父絹織物同業組合代議員となって以来、織物組合理事理事長の要職に就いて組合の改革や中小企業の指導育成をするなど業界発展に努めたことや秩父蚕糸を設立、社長として織物業の振興に貢献したとして1954年（昭和29年）、藍綬褒章受章。
1965年（昭和40年）3月10日、勲三等に叙され、旭日中綬章を受章する。
1969年（昭和44年）4月29日、死去した。81歳没。同年5月2日、特旨を以て位記を追賜され、死没日付をもって従四位に叙された。